# Grolierband

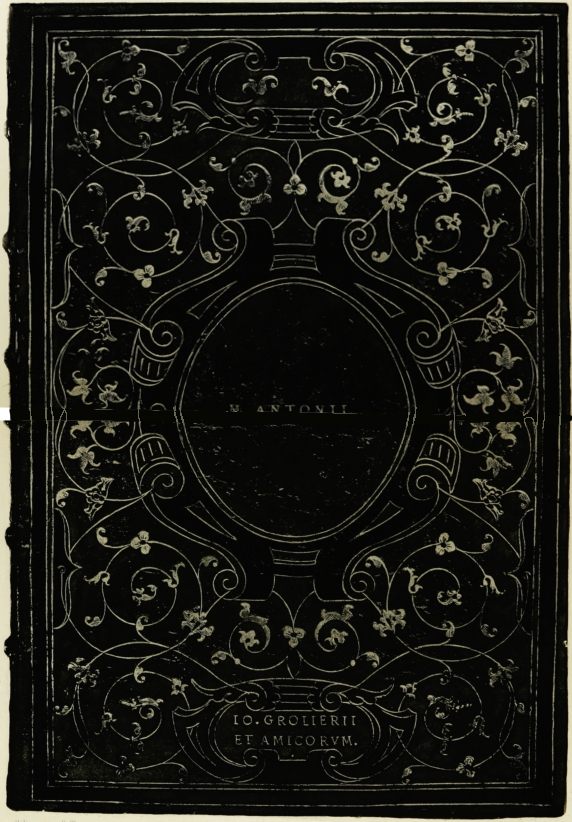
Ett Grolierband

Grolierband är en typ av elegant dekorerade skinnbokband som Jean Grolier (1489/90–1565) lät binda in sina böcker med, delvis i sitt eget bokbinderi i Lyon. De räknas till några av bokbinderiets främsta mästerverk.[källa behövs] I Sverige finns fyra exemplar.[källa behövs]

## Exempel på Grolierband

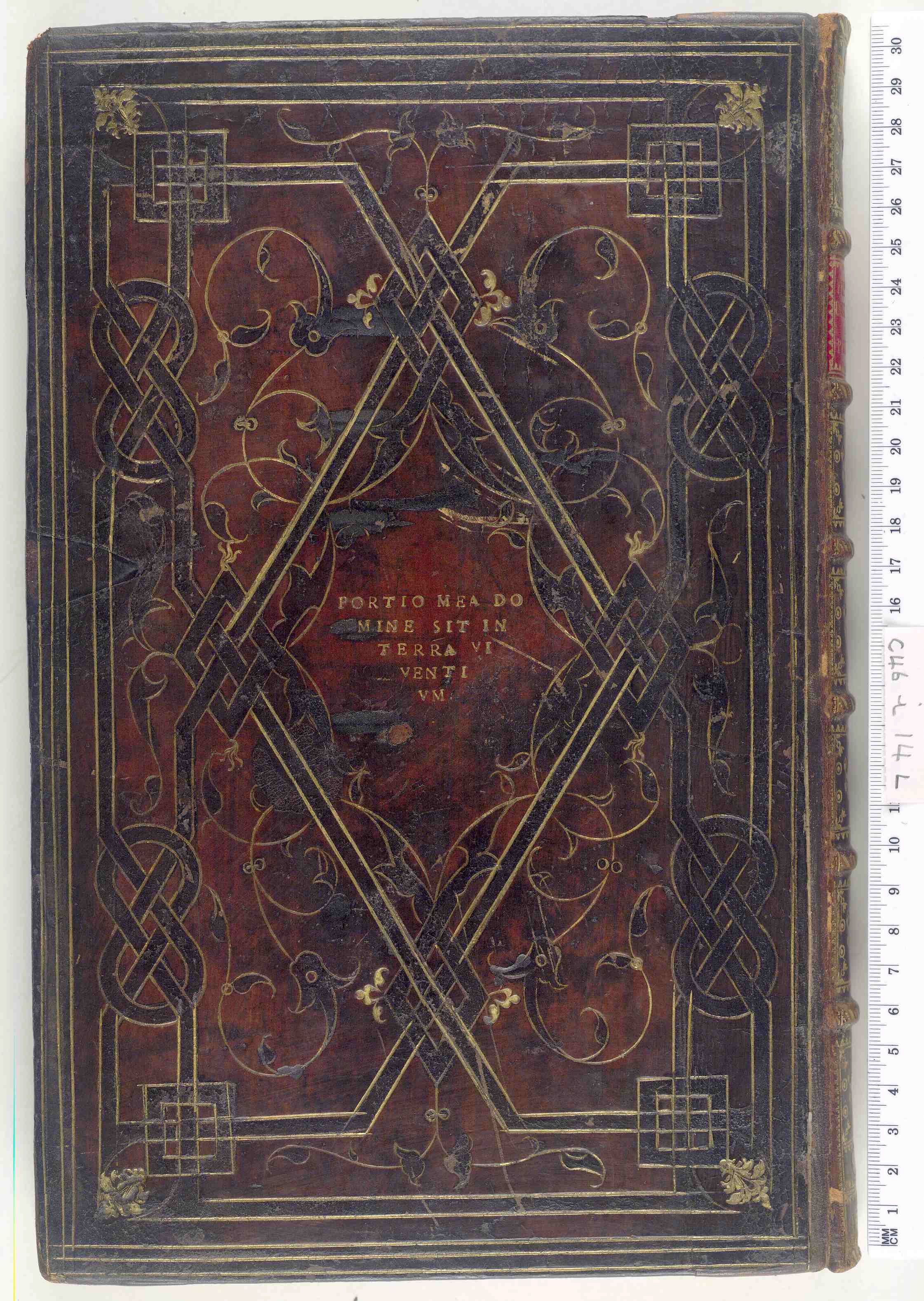
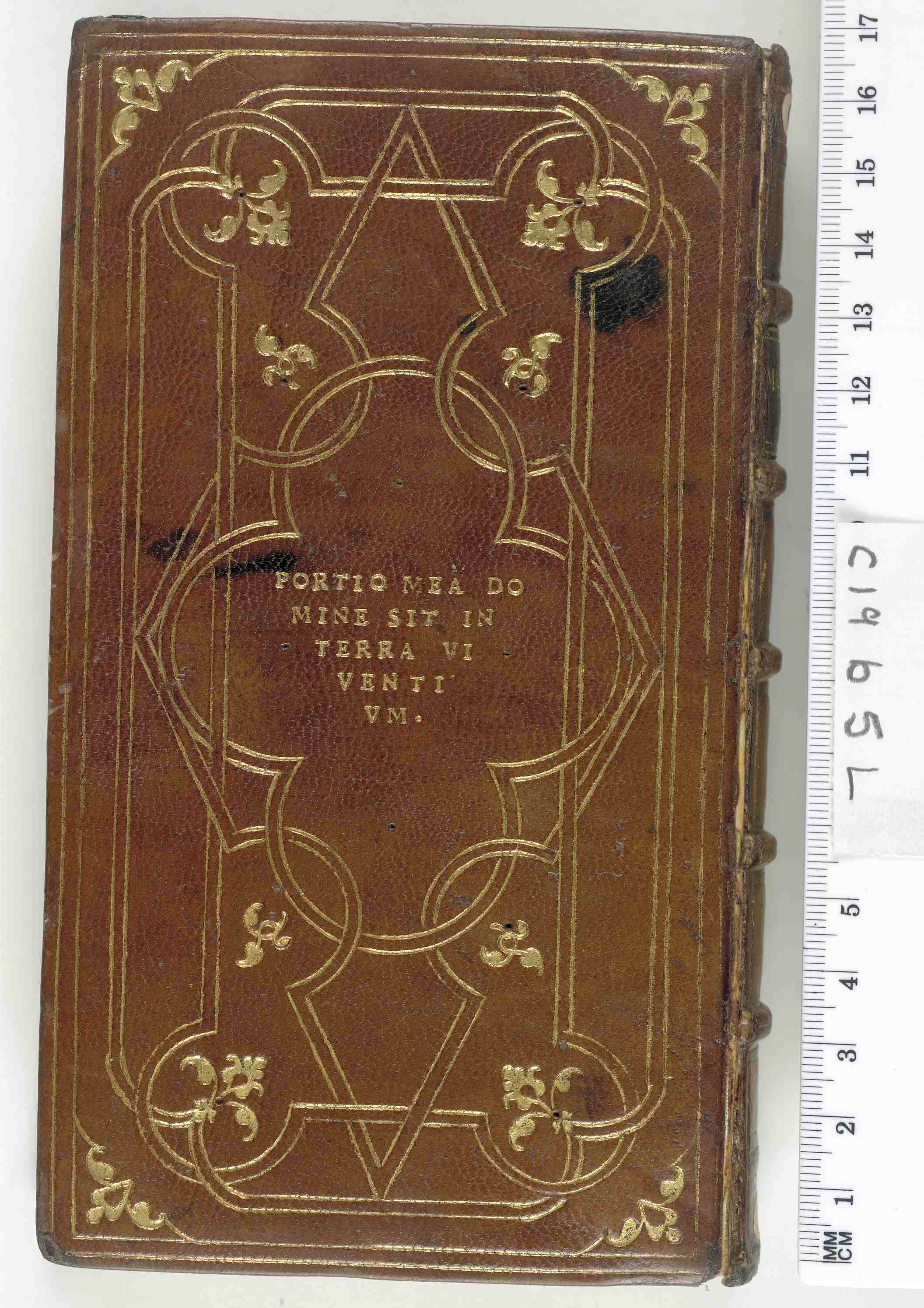
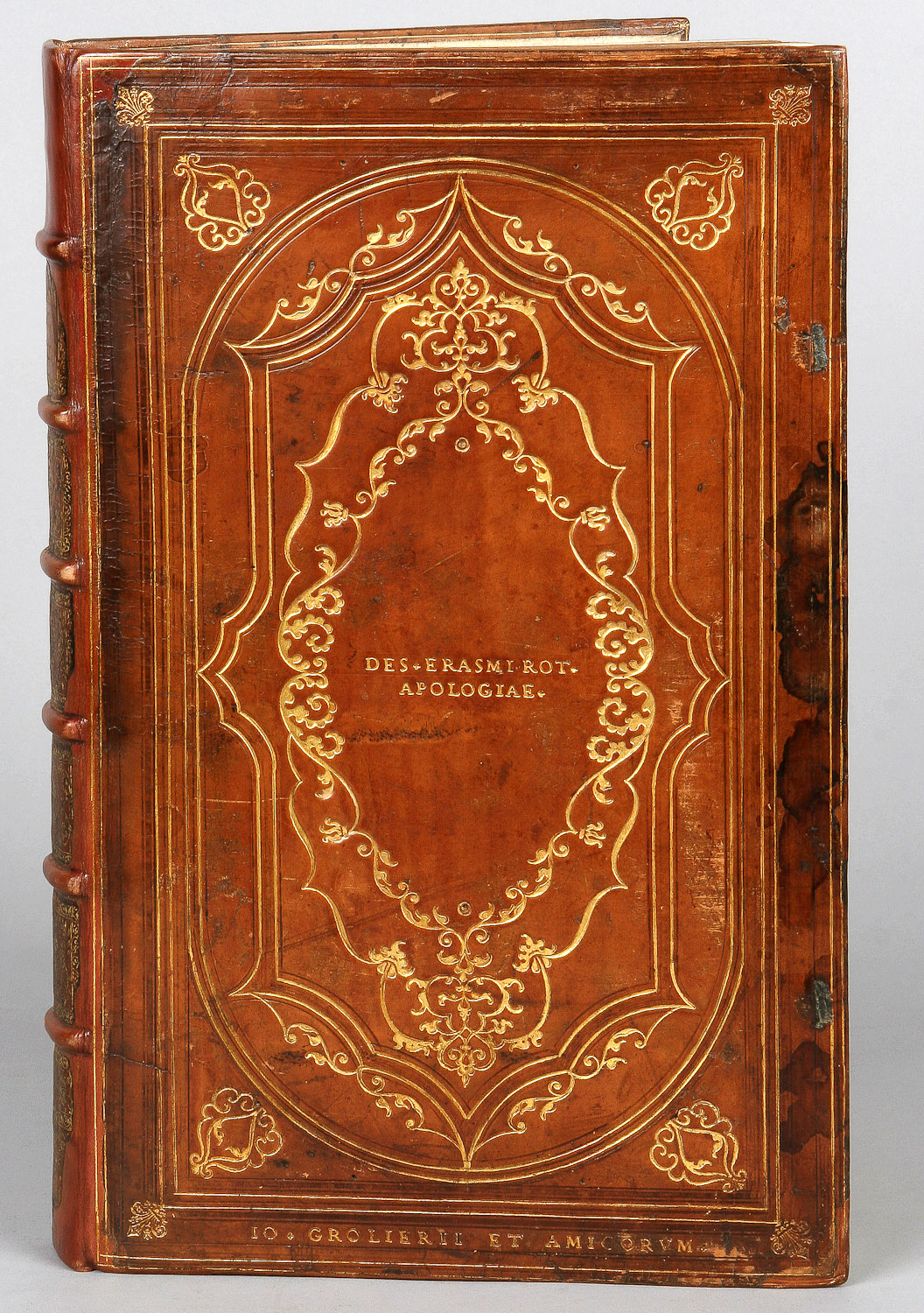
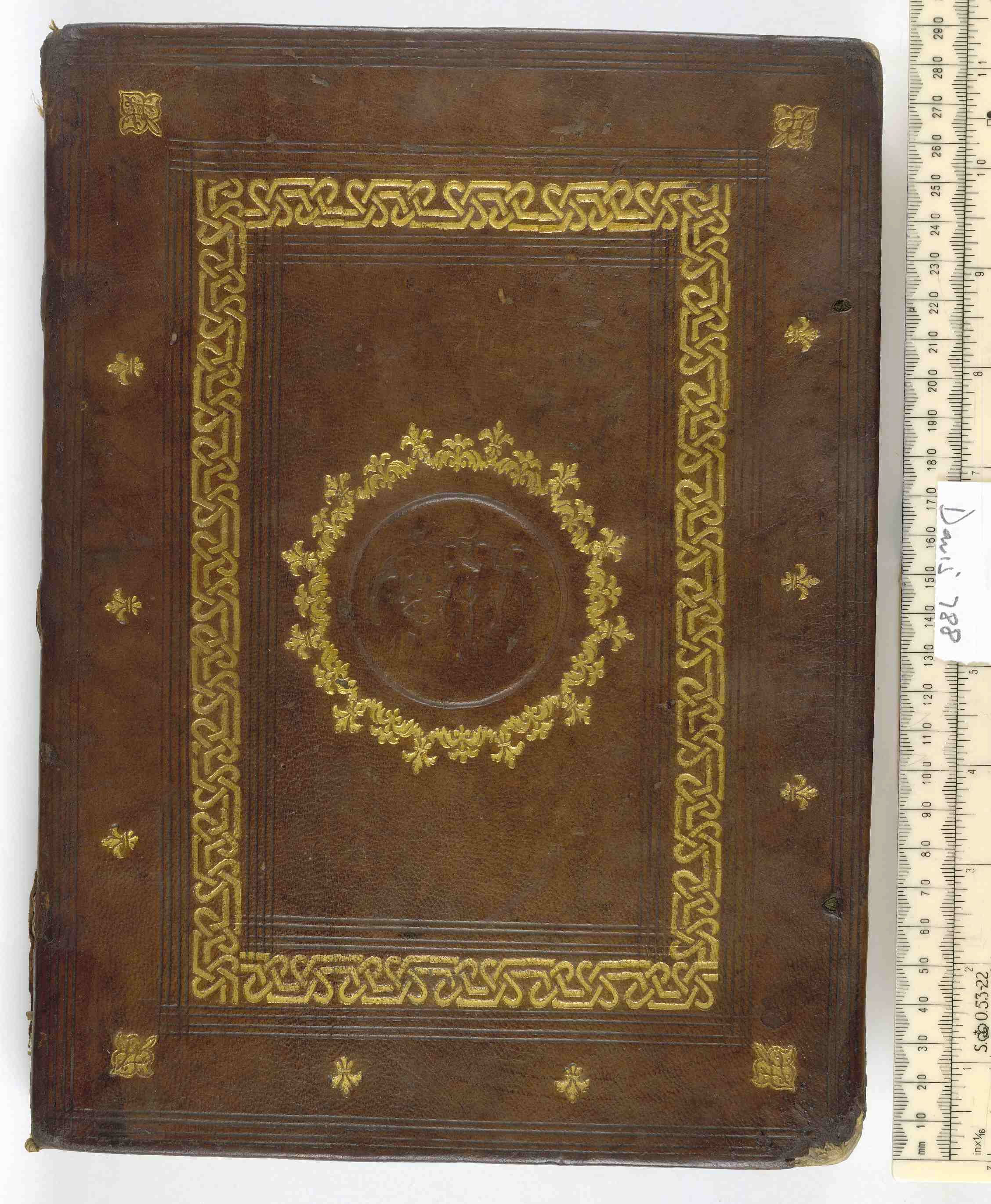
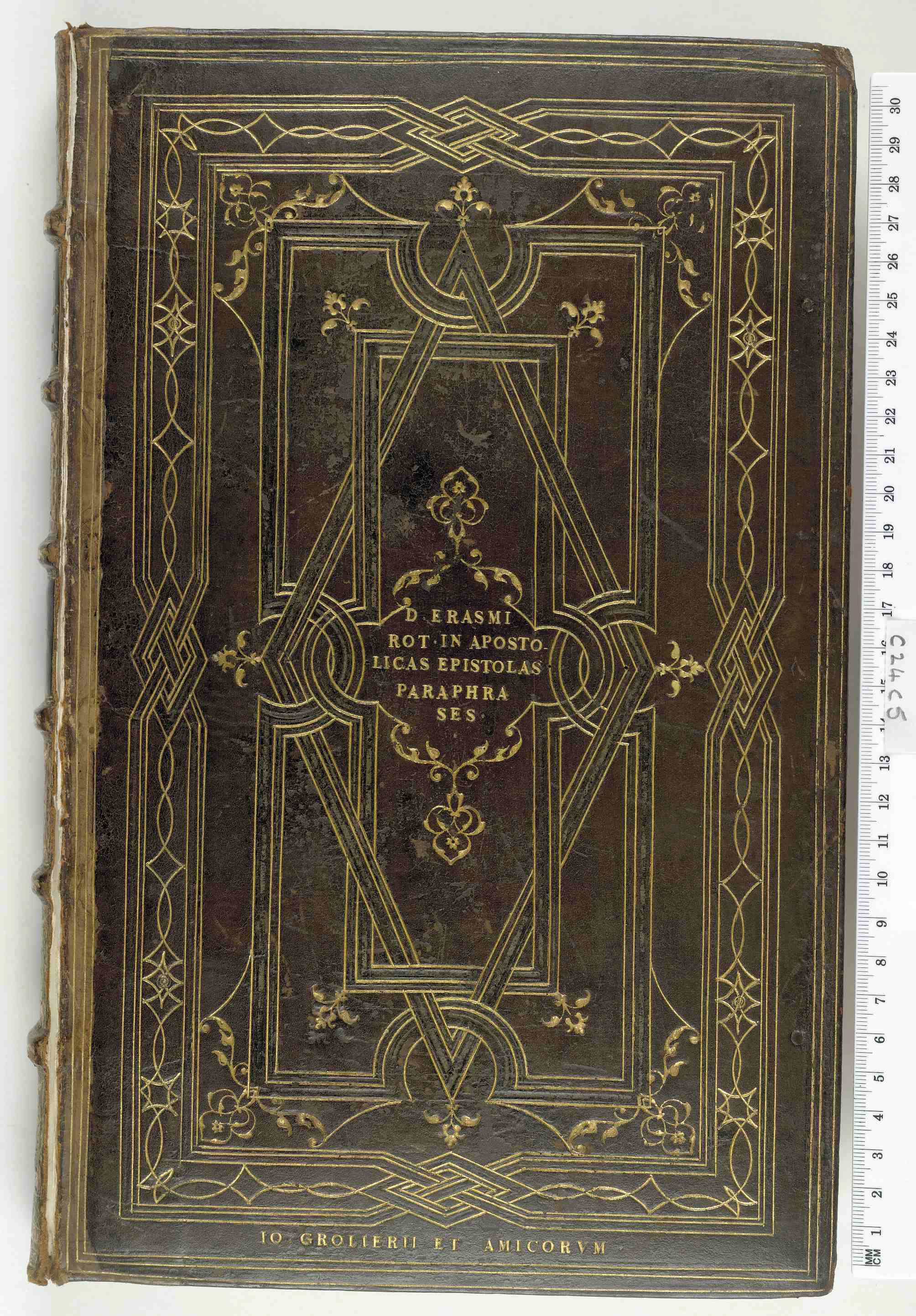
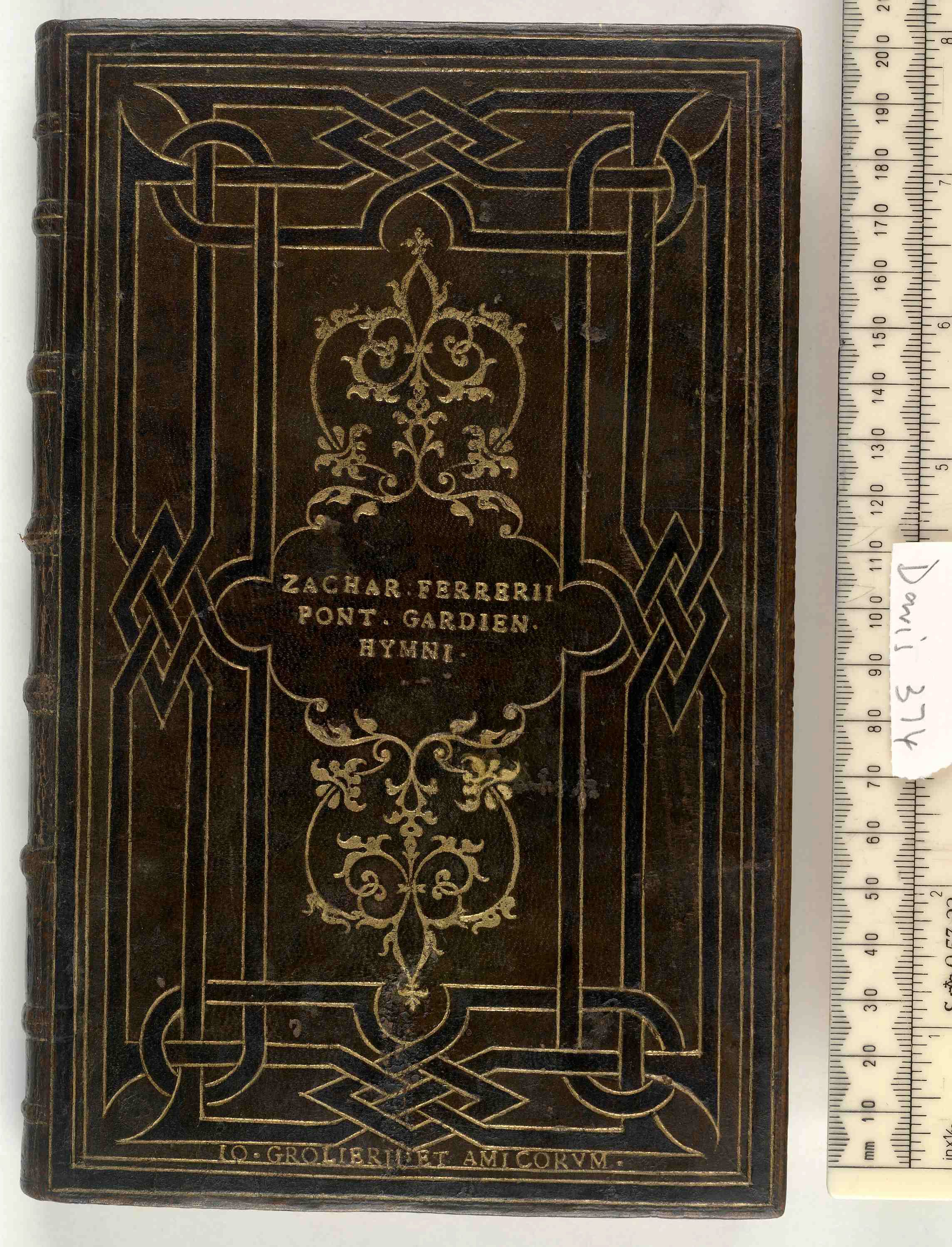